# Calico (companhia)
Calico é uma companhia independente de biotecnologia estabelecida em 2013 pela Google. O seu objetivo declarado é o combate ao envelhecimento e às doenças associadas. A nova companhia é liderada pelo CEO Arthur Levinson. O nome Calico é um acrônimo para California Life Company. Leslie Minner escreveu o lançamento de imprensa oficial do Google sobre a Calico. Arthur Levinson postou no Google+ que ele e outras quatro pessoas serão os diretores da Calico. As quatro pessoas mencionadas foram: Robert Cohen, Hal V. Barron, David Botstein e Cynthia Kenyon. Três do quatro nomes são ou eram afiliados com a Genentech.
Teve como predecessora a Google Health.